# Cappella di Pian di Morrano
La cappella di Pian di Morrano è un edificio religioso situato nel comune di Pitigliano, presso la fattoria di Pian di Morrano, che conferisce la denominazione alla suddetta località situata all'estremità meridionale del territorio comunale, in corrispondenza del confine con il Lazio. La sua ubicazione è al km 8 della strada provinciale 25.

## Storia
Il piccolo edificio religioso fu costruito come cappella gentilizia della fattoria di Pian di Morrano tra la fine del Seicento e gli inizi del Settecento, proprio nello stesso periodo in cui venne costruito lo storico complesso rurale.
La chiesa fu utilizzata come luogo di preghiera dai proprietari della fattoria e dai lavoratori che venivano impiegati nelle varie attività agricole; vi si tenevano anche le funzioni religiose nei giorni festivi. L'edificio religioso è rimasto un luogo di culto privato, pur continuando ad essere aperto in determinate occasioni.
Durante il secolo scorso furono rivestite in intonaco gran parte delle pareti esterne della cappella, che originariamente dovevano presentarsi in conci di tufo.

## Descrizione
La cappella di Pian di Morrano si presenta come un piccolo edificio ad aula unica con il tetto a capanna.
La facciata principale si caratterizza per la semplicità e la sobrietà delle linee, con il portale d'ingresso che si apre al centro, delimitato da una serie di bugne sia lateralmente che superiormente. Al centro della parte sommitale della facciata si apre un piccolo rosone di forma circolare, che contribuisce ad illuminare in modo naturale il semplice interno della piccola chiesa. L'estremità centrale anteriore del tetto che copre anche la facciata costituisce la base del piccolo ma caratteristico campanile a vela completamente rivestito in conci di tufo ed ancora munito della campana, la cui cella è delimitata da una piccola apertura ad arco tondo.
Sul lato sinistro la cappella è addossata ad un altro fabbricato che presenta strutture murarie esterne rivestite in tufo, mentre le pareti esterne della chiesa risultano quasi ovunque intonacate.